# Майнило
Майнило (фин. Mainila) — посёлок в Первомайском сельском поселении Выборгского района Ленинградской области.

## История
Селение Manliahof упоминается на шведской карте Ингерманландии 1704 года.
Оно же, под названием мыза Манлия, обозначено на карте Адриана Шонбека — «Географический чертеж Ижорской земли» 1705 года.
Как деревня Манилова она упоминается на карте окружности Санкт-Петербурга 1810 года.

МАЙНЕЛОВА — деревня вотчины Белоостровской, принадлежит Кайдановой, действительной статской советнице, жителей  по ревизии 53 м. п., 52 ж. п.; (1838 год)

В пояснительном тексте к этнографической карте Санкт-Петербургской губернии П. И. Кёппена 1849 года, деревня названа  Mainila (Майнелова) и указано количество её жителей на 1848 год: ингерманландцев-савакотов — 62 м. п., 67 ж. п., всего 129 человек.

МАЙНЕЛОВО — деревня графини Левашовой по Выборгскому почтовому тракту, 17 дворов, 86 душ м. п. (1856 год)

В 1860 году деревня называлась Майнолова и насчитывала 17 дворов.

МАЙНЕЛОВО (МАЙНОЛОВО) — деревня владельческая, при колодце, 19 дворов, 62 м. п., 69 ж. п.; (1862 год)

В 1885 году деревня насчитывала 28 дворов.
В XIX — начале XX века деревня административно относилась к Белоостровской волости 3-го стана Санкт-Петербургского уезда Санкт-Петербургской губернии.

МАЙНЕЛОВО — деревня 2-го земского участка Белоостровского сельского общества Белоостровской волости, число домохозяев — 39, наличных душ: 87 м. п., 99 ж. п.; количество надельной земли — 260 дес. (1905 год)

С 1 марта 1917 года деревня Майнилово находилась в составе Белоостровской волости Петроградского уезда.
С 1 февраля 1923 года — в составе Ново-Алакюльского сельсовета Сестрорецкой волости Ленинградского уезда.

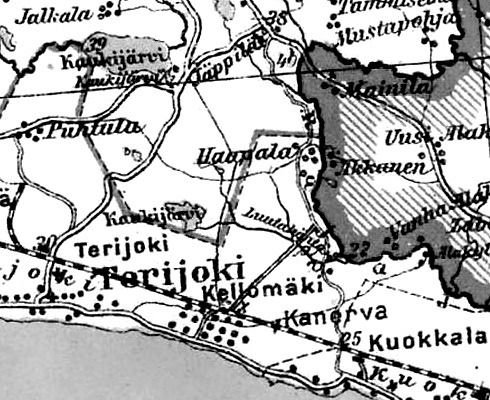
Деревня Майнила на финской карте 1923 года

С 1 февраля 1924 года — в составе Парголовской волости.

МАЙНИЛОВО — деревня в Ново-Алакюльском сельсовете Парголовской волости, 40 хозяйств, 143 души.

Из них: русских — 2 хозяйства, 6 душ; ингерманландцев-савакотов — 38 хозяйств, 137 душ. (1926 год)

С 1 августа 1927 года — в составе Парголовского района.
С 1 июля 1930 года — в составе Ленинградского Пригородного района.
С 1 августа 1931 года — в составе Красноостровского сельсовета.
По данным 1933 года деревня Майнилово также входила в состав Красноостровского сельсовета.
С 1 марта 1935 года — в составе Куйвозовского финского национального района.
С 1 августа 1936 года — вновь составе Парголовского района. В течение мая-июля 1936 года жители деревни были выселены в восточные районы Ленинградской области. Выселение гражданского населения из приграничной местности осуществлялось в Бабаевский, Боровичский, Вытегорский, Кадуйский, Ковжинский, Мошенской, Мяксинский, Пестовский, Петриневский, Пришекснинский, Устюженский, Хвойнинский, Чагодощенский, Череповецкий и Шольский районы. В настоящее время они входят в состав Вологодской и Новгородской областей.
С 1 января 1937 года по 31 декабря 1943 года — в составе Александровского сельсовета.
Деревня находилась на территории СССР близ советско-финляндской государственной границы, которая проходила по Сестре. В деревне находилась пограничная застава.
26 ноября 1939 года в деревне произошёл Майнильский инцидент, который послужил поводом к началу советско-финляндской войны 1939—1940 годов.
Согласно данным 1966, 1973 и 1990 годов посёлок Майнило входил в состав Ленинского сельсовета Выборгского района.
В 1997 году в посёлке Майнило Ленинской волости проживал 1 человек, в 2002 году — 8 человек (все русские).
В 2007 году в посёлке Майнило Первомайского СП проживал 1 человек, в 2010 году — 9 человек.

## География
Посёлок расположен в южной части района на автодороге А180 (Парголово — Огоньки).
Расстояние до административного центра поселения — 12 км.
Расстояние до ближайшей железнодорожной станции Репино — 13 км. 
Посёлок находится на правом берегу реки Сестра.

## Демография
| 1997 | 2007 | 2010 | 2017 | 2021 |
| ---- | ---- | ---- | ---- | ---- |
| 1    | →1   | ↗9   | ↗14  | ↗29  |

## Память об инциденте
В 1997 году в посёлке Майнило группой энтузиастов был установлен памятник в виде каменной пирамиды, на одной из граней которой была установлена табличка с надписью «МАЙНИЛА // 26.11.1939 // MAINILA // CASUS BELLI». Памятник являлся уменьшенной копией пирамиды, находившейся с 1931 по 1963 у посёлка Симагино и установленной в память о битве при Йоутселькя 1555 года. В 2015 году памятник в Майнило был разрушен.
В настоящее время в посёлке Майнило находится памятный знак в виде столба с флагами СССР и Финляндии и информационной табличкой — «Здесь, на месте бывшей деревни Майнила 26 ноября 1939 года на этом месте раздались выстрелы, приведшие к началу Советско-Финской войны 1939—1940 годов».

## Фото

2012 год
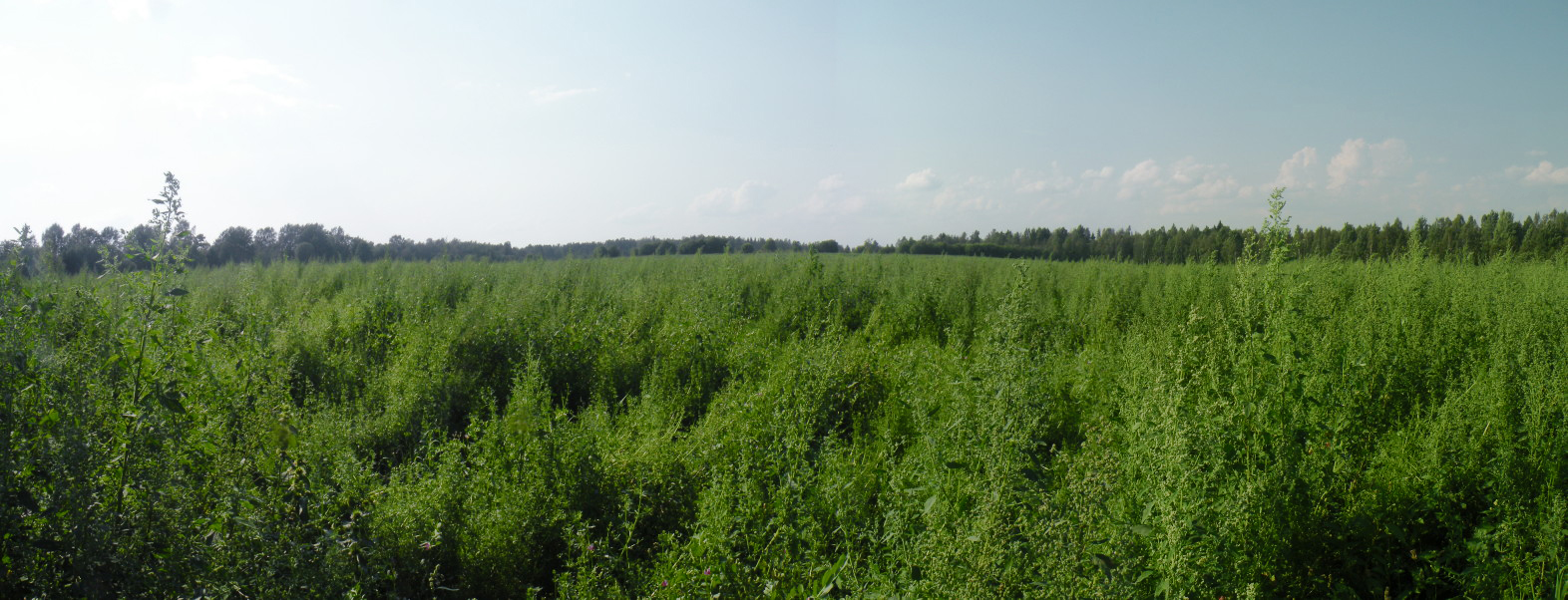
Поле перед довоенной границей
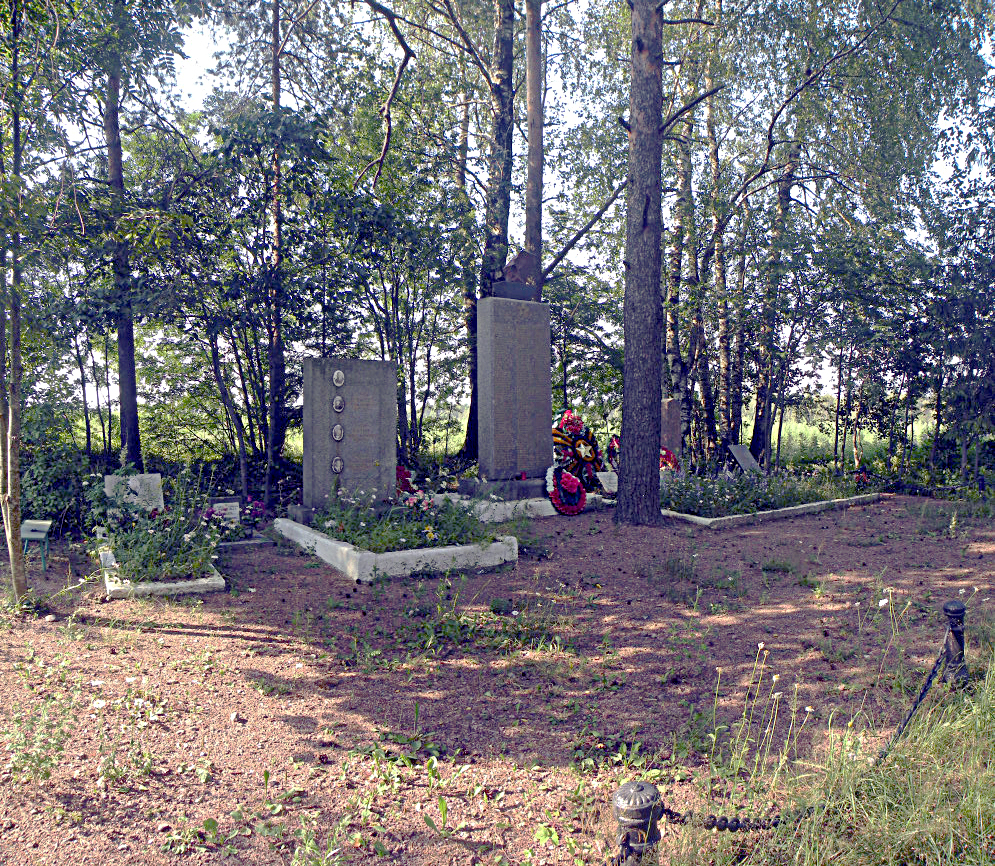
Воинское кладбище

## Улицы
Весенняя, Дачная, Майнило.